# Vicious Circle
Vicious Circle és un àlbum publicat el 1995 per L.A. Guns. La majoria de les cançons les canta en Phil Lewis, però la cançó "Nothing Better To Do", la canta en Kelly Nickels, i la cançó "Tarantula" és instrumental. En l'àlbum, el bateria MC Bones actua en diverses cançons. El cantant, Phil Lewis i el bateria MC Bones també van tocar junts al grup Filthy Lucre. El Filthy Lucre de Phil Lewis i MC Bones hi ha també Steve Dior i Jim Wirt cantant de veus de fons. Jim Wirt, també va ser el productor i enginyer de l'àlbum.

## Cançons
1. "Face Down"
2. "No Crime"
3. "Long Time Dead"
4. "Killing Machine"
5. "Fade Away"
6. "Tarantula"
7. "Crystal Eyes" (Cançó extra als EUA i Europa)
8. "Nothing Better to Do"
9. "Chasing The Dragon"
10. "Kill That Girl"
11. "I'd Love to Change The World"
12. "Who's In Control" (Let 'Em Roll)
13. "I'm the One"
14. "Why Ain't I Bleeding"
15. "Kiss of Death"
16. "Death In America" (Cançó extra al Japó)
17. "Empire Down" (Cançó extra al Japó)

## Formació
- Phil Lewis: Cantant, excepte "Tarantula" i "Nothing Better To Do"
- Tracii Guns: Guitarra
- Mick Cripps: Guitarra rítmica, teclats, veus de fons
- Kelly Nickels: Baix, veus en "Nothing Better To Do"
- Bateria per MC Bones, Dorian Grey, Michael Grombacher, Steve Riley, i Nickey "Beat" Alexander
- Veus de fons per Steve Dior i Jim Wirt dels Filthy Lucre
- Jim Wirt: Productor i enginyer